# 克罗莫结构域
克罗莫结构域或染色質結構域（英語：Chromodomain，chromatin organization modifier）是一种由40～50个氨基酸残基组成的蛋白质结构域，往往存在于那些与染色质重塑及操控有关的蛋白质里。此结构域不管在植物及动物之中都高度保守，且在许多基因组（如小鼠）中代表了较大数量的各种蛋白质。许多包含克罗莫结构域的基因有多种可变剪接亚型，有些亚型完全把克罗莫结构域当作内含子切除出去。在哺乳动物中，包含克罗莫结构域的蛋白质主要负责涉及到染色质重塑及形成异染色质区域这两方面的基因调控。包含克罗莫结构域的蛋白质亦会结合到甲基化组蛋白上且存在于RNA诱导的转录沉默复合物中。